# Provincies van Angola
Angola is onderverdeeld in 18 provincies (provincia). De provincies zijn opgedeeld in in totaal 159 gemeenten. De provincie Cabinda wordt door Congo-Kinshasa gescheiden van de rest van Angola en vormt hierdoor een exclave.
| #  | Provincie      | Hoofdstad     | Opp. (km²) | Inw. (1992) | Kaart                 |
| -- | -------------- | ------------- | ---------- | ----------- | --------------------- |
| 1  | Bengo          | Caxito        | 31.371     | 196.100     | Provincies van Angola |
| 2  | Benguela       | Benguela      | 31.788     | 656.600     | Provincies van Angola |
| 3  | Bié            | Kuito         | 70.314     | 1.119.800   | Provincies van Angola |
| 4  | Cabinda        | Cabinda       | 7270       | 152.100     | Provincies van Angola |
| 5  | Cuando Cubango | Menongue      | 199.049    | 139.600     | Provincies van Angola |
| 6  | Cuanza Norte   | N'dalatando   | 24.190     | 385.200     | Provincies van Angola |
| 7  | Cuanza Sul     | Sumbe         | 55.660     | 694.500     | Provincies van Angola |
| 8  | Cunene         | Ondjiva       | 89.342     | 241.200     | Provincies van Angola |
| 9  | Huambo         | Huambo        | 34.274     | 1.521.000   | Provincies van Angola |
| 10 | Huíla          | Lubango       | 75.002     | 885.100     | Provincies van Angola |
| 11 | Luanda         | Luanda        | 2418       | 1.588.600   | Provincies van Angola |
| 12 | Lunda Norte    | Lucapa        | 102.783    | 305.900     | Provincies van Angola |
| 13 | Lunda Sul      | Saurimo       | 45.649     | 169.100     | Provincies van Angola |
| 14 | Malanje        | Malanje       | 97.602     | 37.684      | Provincies van Angola |
| 15 | Moxico         | Luena         | 223.023    | 319.300     | Provincies van Angola |
| 16 | Namibe         | Moçâmedes     | 58.137     | 107.300     | Provincies van Angola |
| 17 | Uíge           | Uíge          | 58.698     | 802.700     | Provincies van Angola |
| 18 | Zaire          | M'banza-Kongo | 40.130     | 237.500     | Provincies van Angola |

## Geschiedenis
Naast verschillende kleine grenswijzigingen waren er de volgende wijzigingen in de provinciale indeling van Angola:
- 1950: De provincies zijn Benguela, Bié, Huíla, Congo en Malange terwijl Luanda en Cabinda worden aangemerkt als district.
- 1951: De naam Portugees West-Afrika wordt veranderd in Angola.
- Tussen 1951 en 1967: Benguela wordt gesplitst in Benguela, Cuanza Sul en Huambo, Bié in Bié-Cuando Cubango en Moxico, Huíla in Moçâmedes en Huíla, Congo in Cuanza Norte, Uíge en Zaïre en Malange wordt gesplitst in Lunda en Malange.
- 1971: Bié-Cuando Cubango wordt gesplitst in Bié en Cuando Cubango.
- 1975: Angola wordt onafhankelijk. Huíla wordt gesplitst in Huíla en Cunene.
- 1978: Lunda wordt gesplitst in Lunda Norte en Lunda Sul.
- 1985: De naam Moçâmedes wordt gewijzigd in Namibe en de naam Malange in Malanje. De provincie Luanda wordt gesplitst in Luanda en Bengo.
- 2002: De naam Zaïre wordt veranderd in Zaire.